# رئيس مالي
رئيس دولة مالي منذ استقلال البلاد عن فرنسا في عام 1960 حتى يومنا هذا. شغل ما مجموعه سبعة أشخاص منصب رئيس دولة مالي (باستثناء ثلاثة رؤساء بالوكالة)، وشخصان هما أمادو توماني توري وأسيمي غويتا في فترتين غير متتاليتين.
الرئيس الحالي لدولة مالي هو الرئيس المؤقت أسيمي غويتا الذي تولى السلطة للمرة الثانية في 24 مايو 2021، بعد إقالة الرئيس المؤقت السابق باه نداو في انقلاب عام 2021. وهو الرئيس المؤقت لمالي منذ ذلك الوقت. تحولت مالي منذ الاستفتاء الدستوري لعام 2023 من نظام شبه رئاسي إلى نظام رئاسي كامل يشغل فيه الرئيس منصب رئيس الحكومة.

## القائمة
الأحزاب السياسية
الانتماءات الأخرى
الرموز
| No. | الصورة | الاسم (الميلاد–الوفاة)           | الانتخابات  | الفترة         | الفترة               | الفترة             | الحزب السياسي                                 | رئيس الوزراء                                                         |
| No. | الصورة | الاسم (الميلاد–الوفاة)           | الانتخابات  | استلم المنصب   | ترك المنصب           | المدة              | الحزب السياسي                                 | رئيس الوزراء                                                         |
| --- | ------ | -------------------------------- | ----------- | -------------- | -------------------- | ------------------ | --------------------------------------------- | -------------------------------------------------------------------- |
| 1   |        | موديبو كيتا (1915–1977)          | 1960 1964   | 20 يونيو 1960  | 19 نوفمبر 1968 (خلع) | 8 سنوات و152 أيام  | الاتحاد السوداني - التجمع الديمقراطي الإفريقي | هو نفسه                                                              |
| 2   |        | موسى تراوري (1936–2020)          | 1979 1985   | 19 نوفمبر 1968 | 26 مارس 1991 (خلع)   | 22 سنوات و127 أيام | عسكري / الاتحاد الديمقراطي للشعب المالي       | Diakité Dembelé                                                      |
| 3   |        | أحمد توماني توري (1948–2020)     | —           | 26 مارس 1991   | 8 يونيو 1992         | 1 سنة و74 أيام     | عسكري                                         | Sacko                                                                |
| 4   |        | ألفا عمر كوناري (مواليد 1946)    | 1992 ‏ 1997 ‏ | 8 يونيو 1992   | 8 يونيو 2002         | 10 سنوات           | التحالف من أجل الديمقراطية في مالي            | Touré عبد الله سكو سو إبراهيم أبو بكر كيتا مانديه سيديبه Keita       |
| (3) |        | أحمد توماني توري (1948–2020)     | 2002 2007   | 8 يونيو 2002   | 22 مارس 2012 (خلع)   | 9 سنوات و288 أيام  | مستقل                                         | Hamani O. I. Maïga موديبو سيديبي C. M. K. Sidibé                     |
| 5   |        | أمادو سانوغو (مواليد 1972/73)    | —           | 22 مارس 2012   | 12 أبريل 2012        | 21 أيام            | عسكري                                         | المنصب شاغر                                                          |
| –   |        | ديونكوندا تراوري (مواليد 1942)   | —           | 12 أبريل 2012  | 4 سبتمبر 2013        | 1 سنة و145 أيام    | التحالف من أجل الديمقراطية في مالي            | Diarra Sissoko                                                       |
| 6   |        | إبراهيم أبو بكر كيتا (1945–2022) | 2013 2018   | 4 سبتمبر 2013  | 18 أغسطس 2020 (خلع)  | 6 سنوات و349 أيام  | التجمع من أجل مالي                            | Ly موسي مارا Keita عبد الله إدريسا مايغا سوميلو بوبي مايجا بوبو سيسي |
| 7   |        | أسيمي غويتا (مواليد 1983)        | —           | 18 أغسطس 2020  | 25 سبتمبر 2020       | 38 أيام            | عسكري                                         | المنصب شاغر                                                          |
| –   |        | باه نداو (مواليد 1950)           | —           | 25 سبتمبر 2020 | 24 مايو 2021 (خلع)   | 241 أيام           | مستقل                                         | مختار وان                                                            |
| –   |        | أسيمي غويتا (مواليد 1983)        | —           | 24 مايو 2021   | في المنصب            | 3 سنوات و304 أيام  | عسكري                                         | شوغويل مايغا A. Maïga                                                |

## روابط خارجية
- Koulouba
- World Statesmen – Mali